# Ulota coarctata
Espèce
Ulota coarctata est une espèce de mousses de la famille des Orthotrichacées.